# Aspe (empresa)
ASPE és una empresa dedicada a la pilota basca, fundada l'any 1998, els pilotaris de la qual, amb els d'Asegarce, juguen els tornejos de la Lliga d'Empreses de Pilota a Mà.

## Pilotaris més importants
- Barriola
- Elkoro
- Eugi
- Eulate
- Gonzalez
- Goñi III
- Martinez de Irujo
- Titin III
- Xala